# Gustav Nietfeld-Beckmann

Gustav Nietfeld-Beckmann

Gustav Nietfeld-Beckmann (* 9. März 1896 in Bokel; † 28. November 1961 in Bersenbrück) war ein deutscher Politiker (NSDAP).

## Leben und Wirken
Gustav Nietfeld-Beckmann wurde als Sohn eines Landwirtes 1896 in Bokel bei Bersenbrück geboren. Bis 1906 besuchte er die Volksschule, anschließend bis 1912 das Artland-Gymnasium in Quakenbrück. Danach wurde er zum Landwirt ausgebildet. 1915 trat er in das Garde-Fußartillerie-Regiment I ein und nahm mit diesem von Mai 1916 bis zum November 1918 am Ersten Weltkrieg teil. Nach Kriegsende war Nietfeld-Beckmann ab 1919 als selbstständiger Landwirt tätig. Sein Bauernhof in Bokel hatte eine Größe von 32 ha.
Zum 1. März 1929 trat Nietfeld-Beckmann in die NSDAP ein (Mitgliedsnummer 122.422) und leitete sofort die NSDAP-Ortsgruppe Bersenbrück. Ab November 1929 war er als einziger Nationalsozialist Mitglied des Kreistages und Kreisausschusses des Kreises Bersenbrück. Nach der Machtergreifung der Nationalsozialisten war Gustav Nietfeld-Beckmann 1933 kommissarischer Landrat des Kreises Bersenbrück. Bei der Reichstagswahl im März 1933 wurde er als Kandidat der NSDAP für den Wahlkreis 14 (Weser-Ems) in den Reichstag gewählt, dem er in der Folge bis zum Ende der NS-Herrschaft im Mai 1945 angehörte. Das wichtigste parlamentarische Ereignis, an dem Gustav Nietfeld-Beckmann während seiner Abgeordnetenzeit beteiligt war, war die Verabschiedung des Ermächtigungsgesetzes, das unter anderem auch mit seiner Stimme beschlossen wurde. 
Im Juni 1935 wurde Nietfeld-Beckmann Mitglied des Reichsnährstandes. 
Dort fungierte er zunächst als Vorsitzender der deutschen Kartoffelwirtschaft. Von Oktober 1935 bis zum Mai 1937 war er Vorsitzender der Deutschen Milchwirtschaftlichen Vereinigung (Hauptvereinigung). Von Mai 1937 bis 1945 war er Kreisleiter der NSDAP für Bersenbrück eine Funktion, die er bereits von 1932 bis Mai 1935 ausgeübt hatte.
Nietfeld-Beckmann war vom 16. Mai 1945 bis zum 5. Mai 1948 im Internierungslager Staumühle bei Paderborn sowie vom 5. Mai 1948 bis zum 4. Mai 1949 im Internierungslager Esterwegen  festgesetzt. Am 5. Mai 1949 wurde er unter Auflagen zu seinem Bauernhof nach Bokel entlassen.
Gustav Nietfeld-Beckmann verstarb am 28. November 1961 im Alter von 65 Jahren in Bersenbrück.